# Collegio uninominale Veneto 2 - 09
Il collegio elettorale uninominale Veneto 2 - 09 è stato un collegio elettorale uninominale della Repubblica Italiana per l'elezione della Camera dei deputati tra il 2017 ed il 2022.

## Territorio
Come previsto dalla legge elettorale italiana del 2017, il collegio era stato definito tramite decreto legislativo all'interno della circoscrizione Veneto 2.
Era formato dal territorio del solo comune di Verona.
Il collegio era parte del collegio plurinominale Veneto 2 - 03.

## Eletti
| Elezione | Elezione | Deputato       | Partito |
| -------- | -------- | -------------- | ------- |
|          | 2018     | Vito Comencini | Lega    |

## Dati elettorali

### XVIII legislatura
Come previsto dalla legge elettorale, 232 deputati erano eletti con sistema a maggioranza relativa in altrettanti collegi uninominali a turno unico.
| Candidati              | Candidati                | Voti    | %     | Liste                    | Voti    | %     |
| ---------------------- | ------------------------ | ------- | ----- | ------------------------ | ------- | ----- |
|                        | Vito Comencini ✔️ Eletto | 58 345  | 40,87 | Lega                     | 32 912  | 23,06 |
| Forza Italia           | Vito Comencini ✔️ Eletto | 58 345  | 40,87 | 13 684                   | 9,59    |       |
| Fratelli d'Italia      | Vito Comencini ✔️ Eletto | 58 345  | 40,87 | 7 438                    | 5,21    |       |
| Noi con l'Italia - UDC | Vito Comencini ✔️ Eletto | 58 345  | 40,87 | 4 311                    | 3,02    |       |
|                        | Alessia Rotta            | 36 578  | 25,62 | Partito Democratico      | 28 518  | 19,98 |
| +Europa                | Alessia Rotta            | 36 578  | 25,62 | 6 086                    | 4,26    |       |
| Italia Europa Insieme  | Alessia Rotta            | 36 578  | 25,62 | 1 037                    | 0,73    |       |
| Civica Popolare        | Alessia Rotta            | 36 578  | 25,62 | 937                      | 0,66    |       |
|                        | Marcella Biserni         | 32 089  | 22,48 | Movimento 5 Stelle       | 32 089  | 22,48 |
|                        | Pier Luigi Bersani       | 5 798   | 4,06  | Liberi e Uguali          | 5 798   | 4,06  |
|                        | Filippo Grigolini        | 3 551   | 2,49  | Il Popolo della Famiglia | 3 551   | 2,49  |
|                        | Massimo Trabucchi        | 2 326   | 1,63  | CasaPound                | 2 326   | 1,63  |
|                        | Maria Rosaria Perrelli   | 1 321   | 0,93  | Potere al Popolo!        | 1 321   | 0,93  |
|                        | Andrea Dusi              | 1 179   | 0,83  | 10 Volte Meglio          | 1 179   | 0,83  |
|                        | Luca Castellini          | 936     | 0,66  | Italia agli Italiani     | 936     | 0,66  |
|                        | Laura Garbuio            | 475     | 0,33  | Grande Nord              | 475     | 0,33  |
|                        | Giulia Battista          | 149     | 0,10  | PRI - ALA                | 149     | 0,10  |
| Totale                 | Totale                   | 142 747 | 100   |                          | 142 747 | 100   |
|                        |                          |         |       |                          |         |       |
| Voti non validi        | Voti non validi          | 3 154   | 2,16  |                          |         |       |
| Votanti                | Votanti                  | 145 901 | 76,51 |                          |         |       |
| Elettori               | Elettori                 | 190 696 |       |                          |         |       |